# Lyle B. Reifsnider
Lyle Baldwin Reifsnider (* 11. August 1901 in Chicago, Illinois; † 9. Dezember 1980 in Los Angeles, Kalifornien) war ein US-amerikanischer Szenenbildner, der ein Mal für einen Oscar nominiert war.

## Leben
Reifsnider begann seine Karriere als Requisiteur in der Filmwirtschaft Hollywoods 1942 in der Filmromanze Kings Row von Sam Wood mit Ann Sheridan, Robert Cummings und Ronald Reagan. In den folgenden Jahren wirkte er bis 1966 an der szenischen Ausstattung von 45 Filmen mit.
Für den 1948 von Vincent Sherman inszenierten Mantel-und-Degen-Film Die Liebesabenteuer des Don Juan (Adventures of Don Juan) mit Errol Flynn, Viveca Lindfors und Robert Douglas war Reifsnider bei der Oscarverleihung 1950 zusammen mit Edward Carrere für den Oscar für das beste Szenenbild in einem Farbfilm nominiert.
Bekannte weitere Filme mit seinen Szenenbildern waren Der Rebell (The Flame and the Arrow, 1950) von Jacques Tourneur mit Burt Lancaster, Virginia Mayo und Robert Douglas, Lullaby of Broadway (1951) von David Butler mit Doris Day, Gene Nelson und Szöke Szakall sowie der Horrorfilm Das Kabinett des Professor Bondi (House of Wax, 1953) von André De Toth mit Vincent Price, Paul Cavanagh und Roy Roberts.

## Filmografie (Auswahl)
- 1942: Kings Row
- 1948: Die Liebesabenteuer des Don Juan (Adventures of Don Juan)
- 1949: Blondes Gift (Flaxy Martin)
- 1950: Der Rebell (The Flame and the Arrow)
- 1950: Bezaubernde Frau (Tea for Two)
- 1951: Ich war FBI Mann M.C. (I Was a Communist for the FBI)
- 1951: Keinen Groschen für die Ewigkeit (Force of Arms)
- 1952: Mara Maru (Mara Maru)
- 1952: Die schwarzen Reiter von Dakota (Bugles in the Afternoon)
- 1953: Das Kabinett des Professor Bondi (House of Wax)
- 1953: Der brennende Pfeil (The Charge at Feather River)
- 1953: Donnernde Hufe (Thunder Over the Plains)
- 1958: Panzer-Spähtrupp Totenkopf (Tank Battalion)
- 1958: Der Tod kommt auf leisen Sohlen (Murder by Contract)
- 1959: Tag der Gesetzlosen (Day of the Outlaw)